# Suzanne Elven
Pour les articles homonymes, voir Elven (homonymie).
Suzanne Amélie Canton dite Suzanne Elven, née le 28 décembre 1865 à Paris 12e et morte le 22 juin 1906 à Fontenay-sous-Bois, est une artiste lyrique contralto française. 
Elle débute au Palais-Royal, passe à l'Opéra-Comique, puis aux Folies-Dramatiques.

## Biographie

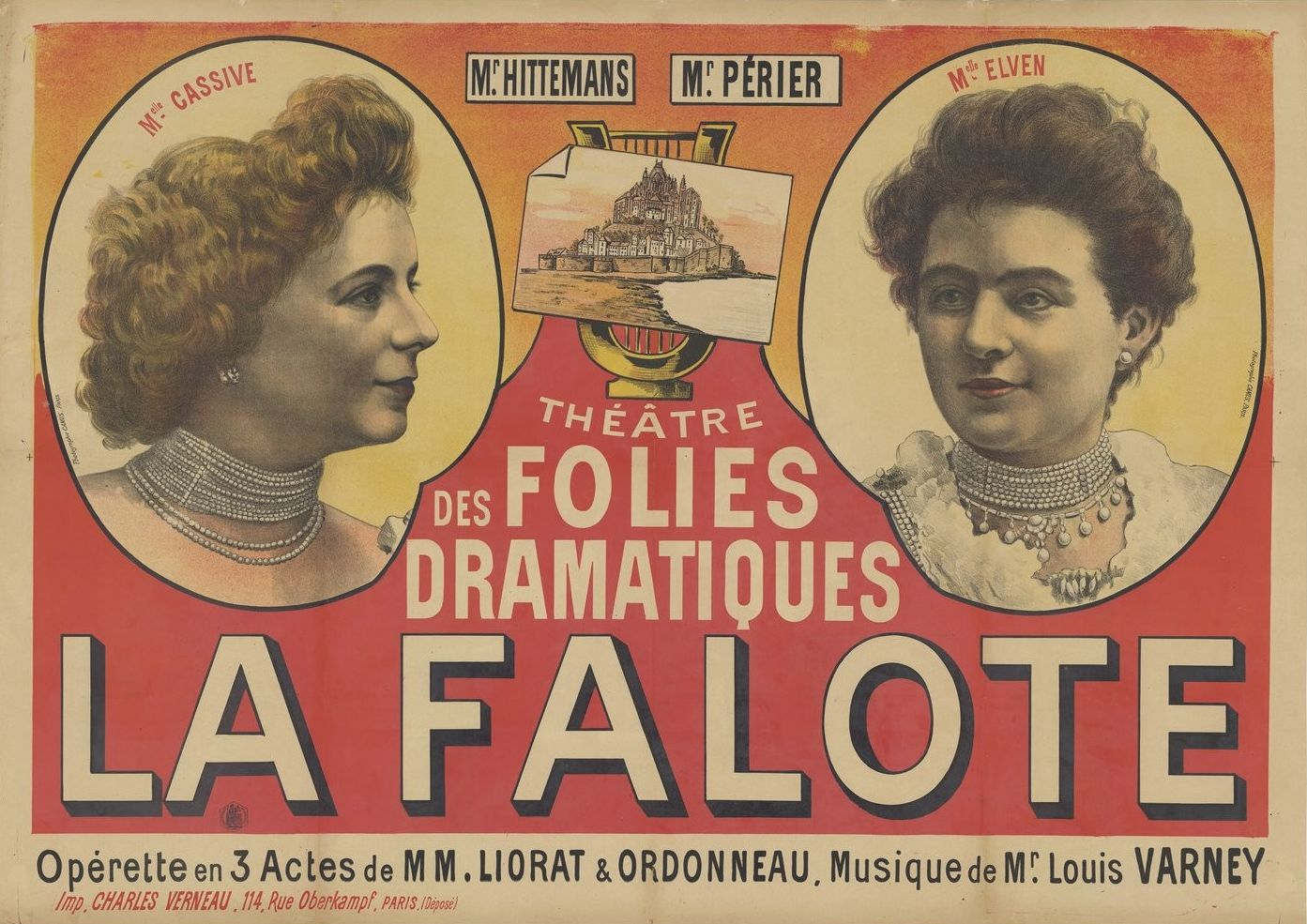
Affiche pour La Falote. Portraits en médaillon d'Armande Cassive et Suzanne Elven

Fille d'un musicien militaire béarnais et d'une couturière lorraine, Suzanne Elven apparaît pour la première fois dans la presse en 1883, année où elle crée le rôle de Léonie dans Ma Camarade au Palais-Royal avec Charles Numa,. L'année suivante, elle joue Les Petites Godin, vaudeville de Maurice Ordonneau, au Palais-Royale, puis le rôle  d'Eglantine dans Jacko à l'Eden-Théâtre. En décembre 1890, elle est engagée à l'Opéra-Comique.
Pendant la saison 1892-93, elle chante à l'Opéra-Comique, dans La Flûte enchantée (Papagena), Mignon (Le chevalier), Kassya (La bohémienne), Les Dragons de Villars (Rose Friquet), l'Amour médecin (Lisette). Le 8 mai 1894, elle créé le rôle travesti de Jean, vicomte de Morcef, dans le Portrait de Manon,  de Jules Massenet. En 1895, elle tient le rôle de Péricho dans Guernica de Paul Vidal,
Sa dernière création est le rôle principal de Thérèse, dans la Falote, opéra-comique de Louis Varney, aux Folies-Dramatiques,.
En 1897, elle rentre au Palais-Royal, théâtre de ses premiers débuts, après avoir passé quatre ans à l'Opéra-Comique. Elle chante dans Les Pétards de Victor Roger.
Morte à 40 ans des suites d'une longue maladie, Suzanne Elven s'était retirée de la scène depuis plusieurs années. Après le règlement de sa succession, ses bijoux seront vendus aux enchères à l'Hôtel Drouot en février 1907.